# Jef Nys
Pour les articles homonymes, voir Nys.
Jozef Nys dit Jef Nys, né le 30 janvier 1927 à Berchem (province d'Anvers) et mort le 20 octobre 2009 à Wilrijk (province d'Anvers), est un auteur de bande dessinée humoristique belge néerlandophone, connu pour avoir créé en 1955 les héros Gil et Jo.

## Biographie
Jozef Nys naît le 30 janvier 1927 à Berchem.
À l’âge de seize ans, Jef Nys commence à suivre des cours à l’Académie royale des beaux-arts d'Anvers. Sa carrière de caricaturiste et d’auteur de bande dessinée est lancée à partir du moment où il remporte en 1945 un concours de dessin humoristique organisé par l’hebdomadaire satirique 't Pallieterke, dont il devient rapidement l'illustrateur et le caricaturiste vedette. C’est le 30 octobre 1955 qu’il fait pour la première fois connaître son héros, Jommeke (Jojo/ Gil), dans le journal paroissial Kerkelijk Leven, par une série baptisée Het Wekelijks Avontuur van Jommeke (L’Aventure hebdomadaire de Jommeke). Bientôt paraissent les trois premiers albums mettant en scène le petit personnage.
La première histoire longue — qui allait constituer le premier album de la série — commence à paraître en novembre 1958 dans les périodiques flamands Het Volk et 't Kapoentje. Durant cette période, Jef Nys dessine également d’autres récits dans un style différent, sérieux et réaliste. À côté de Jommeke, Jef Nys créé d’autres personnages.
Ainsi publie-t-il en 1954 dans Het Handelsblad, De Lotgevallen van Amedeus en Seppeke, mais cette série est de courte durée car, dès 1955, il y met un terme pour se consacrer à Jommeke. Entre 1962 et 1967, il publie néanmoins onze albums de la série pour enfants Met Langteen en Schommelbuik voorwaarts, parallèlement à la série des Jommeke dont la popularité commence à grandir. Cette série, Met Langteen en Schommelbuik voorwaarts, fait l'objet d’une réédition en langue néerlandaise à partir de septembre 2002. La série est publiée en français dans le mensuel Samedi-Jeunesse.
À la fin des années 1960, Nys fait une petite incursion dans le domaine du cinéma. Il filme lui-même l’un de ses récits, De Schat van de zeerover, dans lequel la plupart des rôles sont tenus par des membres de sa famille.
En 1972, Jef Nys entreprend un voyage à travers l’Amérique du Sud, qui lui fournit l’inspiration pour trois albums : Macu Ancapa (Het Geheim van Macu Ancapa), sa suite Le Trésor des Incas (De Strijd om de Incaschat) — il s'agit de la seule aventure de la série qui se poursuit sur deux albums — et Le Temple caché [« De Verborgen Tempel »].
Pour les nouveaux albums de Jommeke (Gil et Jo), Jef Nys se fait épauler par Gerd Van Loock pour le dessin et parfois le scénario, par le dessinateur Hugo de Sterk et le scénariste Jan Ruysbergh.

### Le précurseur de Gil et Jo
Avant l’apparition de Jommeke (Gil et Jo) en 1954, Jef Nys dessine quelques aventures de De Lotgevallen van Amedeus en Seppeke. Cette série est intéressante du fait qu’elle préfigure Gil et Jo. Il existe des similitudes entre certains personnages des deux séries :
- Seppeke devient Jommeke (Jojo/ Gil) ;
- Le perroquet Bacchus devient le perroquet Flip ;
- Mattias Corpusje devient le professeur Gobelin ;
- Anatool la fripouille reste Anatole la fripouille ;
- Quant à la reine d’Onderland, elle fait son entrée en scène sous les traits de la châtelaine Zagoga Kwist.

Outre les personnages, les titres des aventures sont réadaptés.
- De Jacht op een voetbal (série Jommeke) rappelle Jacht op een teddybeer (série Amedeus en Seppeke) ;
- De Zonnemummie rappelle De Diamanten mummie ;
- De Schildpaddenschat, rappelle De Zilveren Schildpad…

### Reconnaissance
En 1997, après un peu plus de quarante ans et plus de quarante-cinq millions d’albums vendus, le succès de Jommeke (Gil) se concrétise par deux évènements : le 26 mai, la poste belge propose un timbre à son effigie et, le 31 juillet, une statue en son honneur est inaugurée à Middelkerke. À l’occasion de la parution du deux-centième album de la série, en 1988, la Banque nationale de Belgique fait frapper une médaille sur laquelle figure d’un côté Jommeke (Gil) et de l’autre l’image de son auteur.
En 2004, Jef Nys reçoit des mains de la Vlaamse Onafhankelijke Stripgilde (i.e. la « Guilde flamande indépendante de la bande dessinée ») le Stripvos (le « Renard de la BD »), un prix récompensant des personnes ou des collectivités qui, par leurs activités, sont ou ont été d’une grande importance pour la bande dessinée en Flandres.
En 2005, le jury de l’Adhémar de bronze honore Jef Nys d’un « Adhémar d’or » pour l’ensemble de sa carrière. La même année, Nys figure au trois cent quinzième rang dans la liste des « Plus Grands Belges », version flamande — son nom n'apparaît pas dans la liste officielle des nominations, limitée à 111 noms.
Entre-temps, Jef Nys a fait connaître son désir que Jommeke (Gil) continue à vivre ses aventures même quand il ne sera plus en mesure de les dessiner. Dans le testament de Jef Nys, il est stipulé que des collaborateurs (ou successeurs) pourront continuer à dessiner Jommeke (Gil et Jo), sous réserve stricte, cependant, que n’apparaisse dans ses (leurs) aventures « ni violence, ni armes, ni sexe, ni drogue… ».
Parallèlement, Nys est réalisateur, dans les années 1980, plusieurs albums de Gil et Jo ont été adaptés sous la forme d'une série d'animation réalisée pour la télévision, sous le titre Les Célèbres Aventures de Gil et Jo. La série, produite par Juana Productions fut diffusée sur la chaîne Canal+ en 1984, et éditée en VHS par Video Public Edition.
Jef Nys meurt le 20 octobre 2009 à Wilrijk, à l'âge de 82 ans,.

## Publications en français

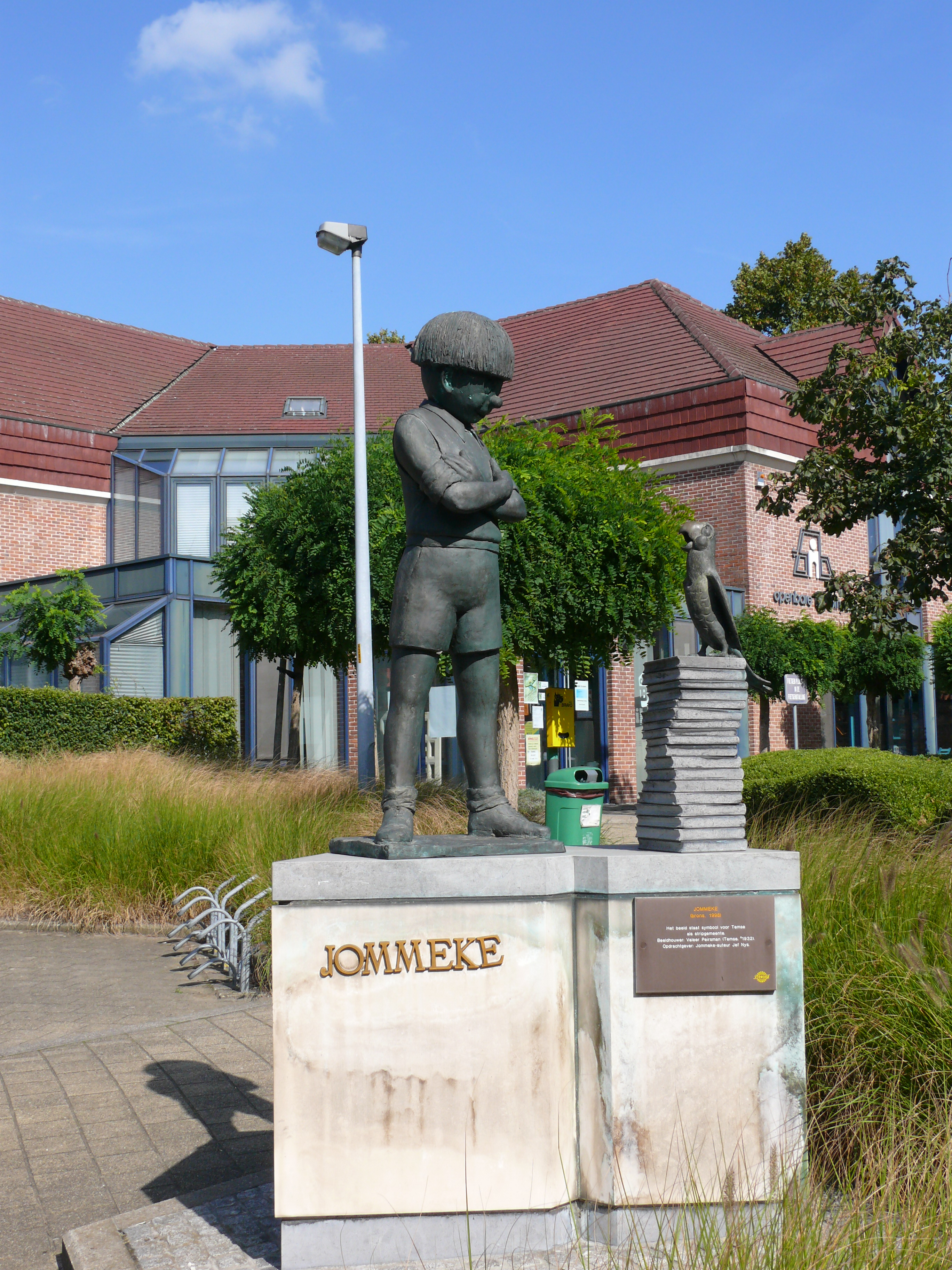
Statue de Jommeke à Tamises

Note : il existe en néerlandais plus de deux cent quarante aventures de Jommeke — et la publication de la série se poursuit encore aujourd'hui — dont une petite partie seulement a fait l'objet d'une traduction en français. Sont indiqués ici à la suite des titres français le numéro de la série courante originale en néerlandais ainsi que le titre original.

### Sous l'intitulé généralJojo
- Une traduction en français des aventures de Jojo a paru aux éditions du Samedi :
  - no 1 – Le Singe chantant (éd. or. : no 2 De Zingende Aap)
  - no 5 – La Maison du ciel (éd. or. : no 6 Het Hemelhuis)
  - 1992 : no 166 – La Mandoline à Caroline (éd. or. : no 166 De Mandoline van Caroline)
- Même éditeur, collection Samedi-Jeunesse :
  - 1961 : no 47 – Le Singe chantant (éd. or. : no 2 De Zingende Aap)
  - 1963 : no 63 – La Bella Melomane (éd. or. : no 5 De Muzikale Bella)
  - 1964 : no 75 – Les Pilules pourpres (éd. or. : no 4 Purpere Pillen)
  - 1965 : no 90 – La Momie du soleil (éd. or. : no 11 De Zonnemummie)
  - 1965 : no 93 – La Chasse aux sorcières (éd. or. : no 14 Op heksenjacht)
  - 1965 : no 98 – Qui cherche trouve (éd. or. : no 19 Wie zoekt, die vindt)
  - 1966 : no 104 – La Boisson miracle (éd. or. : no 22 Het Wonderdrankje)
  - 1967 : no 112 – Le Fils perdu (éd. or. : no 24 De Verloren Zoon)
  - 1967 : no 116 – Au fond du puits (éd. or. : no 17 Diep in de put)
  - 1967 : no 119 – En voyage avec Fifi (éd. or. : no 18 Met Fifi op reis)
  - 1968 : no 130 – Les 7 Tabatières (éd. or. : no 25 De Zeven Snuifdozen)
- Éditions publicitaires pour Roda :
  - 1993 : La Bombe à pluie (éd. or. : ?)
  - 1993 : Le Faux Tableau (éd. or. : ?)

### Sous l'intitulé généralGil et Jo
- Éditions du Samedi, collection « Samedi Jeunesse » :
  - 1972 : no 179 – Mystère aux Indes (éd. or. : no 43 Filiberke gaat trouwen)
  - 1972 : no 182 – La Baleine de plastique (éd. or. : no 50 De Plastieken Walvis)
  - 1973 : no 185 – Le Secret de la source profonde (éd. or. : no 17 Diep in de put)
  - 1973 : no 188 – Bijou voyage (éd. or. : n° 18 Met Fifi op reis)
  - 1975 : no 208 – Les Boucles d'oreilles chantantes (éd. or. : no 52 De Zingende Oorbellen)
  - 1975 : no 210 – Le Fromage à trous (éd. or. : n° 38 Kaas met gaatjes)
  - 1976 : no 220 – La Baleine de plastique (éd. or. : no 50 De Plastieken Walvis)
  - 1976 : no 225 – Le Melon blanc (éd. or. : no 42 De Witte Bolhoed)
  - 1976 : no 228 – Agents secrets (éd. or. : no 27 Geheime Opdracht)
  - 1976 : no 230 – Les Samsons (éd. or. : no 28 De Samsons)
  - 1977 : no 231 – Le Jaguar d'or (éd. or. : no 16 De Gouden Jaguar)
  - 1977 : no 232 – Macu Ancapa (éd. or. : no 57 Het Geheim van Macu Ancapa)
  - 1977 : no 234 – Mystère aux Indes (éd. or. : no 43 Filiberke gaat trouwen)
  - 1977 : no 236 – La Chasse au professeur Gobelin (éd. or. : no 33 Jacht op Gobelijn)
  - 1977 : no 237 – Gil au Far-West (éd. or. : no 30 Jommeke in de Far West)
  - 1977 : no 238 – Le Roi du savon (éd. or. : no 45 De Zeepkoning)
  - 1977 : no 240 – La Girafe d'argent (éd. or. : no 48 De Zilveren Giraf)
  - 1977 : no 241 – L’Île de paradis (éd. or. : no 12 Paradijseiland)
  - 1977 : no 242 – Madame Pastimenthe (éd. or. : no 63 Madam Pepermunt)
- Éditions EuroPress :
  - no 1 – La Chasse au professeur Gobelin (éd. or. : no 33 Jacht op Gobelijn)
  - no 2 – Le Melon blanc (éd. or. : no 42 De Witte Bolhoed)
  - no 3 – Mystère aux Indes (éd. or. : no 43 Filiberke gaat trouwen)
  - no 4 – La Girafe d'argent (éd. or. : no 48 De Zilveren Giraf)
  - no 5 – La Baleine de plastique (éd. or. : n° 50 De Plastieken Walvis)
  - no 6 – Les Boucles d'oreilles chantantes (éd. or. : no 52 De Zingende Oorbellen)
  - no 7 – Le Secret de la source profonde (éd. or. : n° 17 Diep in de put)
  - no 8 – Bijou voyage (éd. or. : n° 18 Met Fifi op reis)
  - no 9 – Le Fromage à trous (éd. or. : n° 38 Kaas met gaatjes)
  - n° 10 – Le Mystérieux parchemin (éd. or. : n° 41 Twee Halve Lappen)
  - 1977 : no 11 – Le Roi du savon (éd. or. : n° 45 De Zeepkoning)
  - no 12 – Le Caneton de cristal (éd. or. : no 53 Het Kristallen Eendje)
  - no 13 – Mission en Asnapie (éd. or. : n° 46 De Tocht naar Asnapije)
  - no 14 – Agents secrets (éd. or. : n° 27 Geheime Opdracht)
  - no 15 – Les Samsons (éd. or. : no 28 De Samsons)
  - no 16 – Le Jaguar d'or (éd. or. : no 16 De Gouden Jaguar)
  - no 17 – Le Monde à l'envers (éd. or. : no 26 Kinderen baas)
  - no 18 – Macu Ancapa (éd. or. : no 57 Het Geheim van Macu Ancapa)
  - no 19 – Le Trésor des Incas (éd. or. : no 59 De Strijd om de Incaschat)
  - no 20 – Le Tonneau volant (éd. or. : no 29 De Vliegende Ton)
  - no 21 – Gil prisonnier (éd. or. : no 34 Jommeke in de knel)
  - no 23 – L'Herbomobile (éd. or. : no 65 De Grasmobiel)
  - no 24 – Gil au Far West (éd. or. : no 30 Jommeke in de Far West)
  - no 25 – Le Chapeau de Napoléon (éd. or. : no 61 De Hoed van Napoleon)
  - no 26 – L'Île de Paradis (éd. or. : no 12 Paradijseiland)
  - no 27 – Madame Pastimenthe (éd. or. : no 63 Madam Pepermunt)
- Éditions Glénat :
  - 1985 : no 28 – Les Samsons  (ISBN 2-7234-0593-1) (éd. or. : no 28 De Samsons)
  - 1985 : no 29 – Le Tonneau volant  (ISBN 2-7234-0592-3) (éd. or. : no 29 De Vliegende Ton)
  - 1985 : no 34 – Gil prisonnier  (ISBN 2-7234-0540-0) (éd. or. : no 34 Jommeke in de knel)
  - 1986 : no 30 – Gil au Far-West  (ISBN 2-7234-0700-4) (éd. or. : no 30 Jommeke in de Far West)
  - 1985 : no 43 – Mystère aux Indes  (ISBN 2-7234-0538-9) (éd. or. : no 43 Filiberke gaat trouwen)
  - 1985 : no 52 – Les Boucles d'oreilles chantantes  (ISBN 2-7234-0539-7) (éd.or. : no 52 De Zingende Oorbellen)
  - 1985 : n° ? – Bijou voyage  (ISBN 2-7234-0565-6) (éd. or. : no 18 Met Fifi op reis)
  - 1986 : no 42 – Le Melon blanc  (ISBN 2-7234-0699-7) (éd. or. : no 42 De Witte Bolhoed)
  - 1993 : no 61 – Le Chapeau de Napoléon  (ISBN 2-7234-0564-8) (éd. or. : no 61 De Hoed van Napoleon)
  - 1993 : no 63 – Madame Pastimenthe  (ISBN 2-7234-0541-9) (éd. or. : no 63 Madam Pepermunt)
- Édition publicitaire Het Volk :
  - 1997 : Aventure sur exploria (éd. or. : ?)

### Collectifs
- Flash Back[7], Comic! Events, août 1995
Scénario : collectif - Dessin : collectif dont Jef Nys - Couleurs : noir et blancCe Flash Back a été réalisé en collaboration avec Bédéciné Illzach et édité à l'occasion du 10e festival BD Coxyde (15 juillet au 6 août 1995) à 1 500 exemplaires numérotés à la main. Rares textes et titres des séries en deux langues : français et flamand. D/1995/6941/06. Format à l'italienne.

## Réception

### Prix et récompenses
- 1992 :  prix d'honneur au Festival de bande dessinée de Middelkerke à Middelkerke pour Jommeke[8] ;
- 1995 :  Adhémar de bronze[4] ;
- 2004 :  prix Stripvos (nl)[4] pour l'ensemble de sa carrière ;
- 2005 :  Adhémar d'or[4].

### Postérité

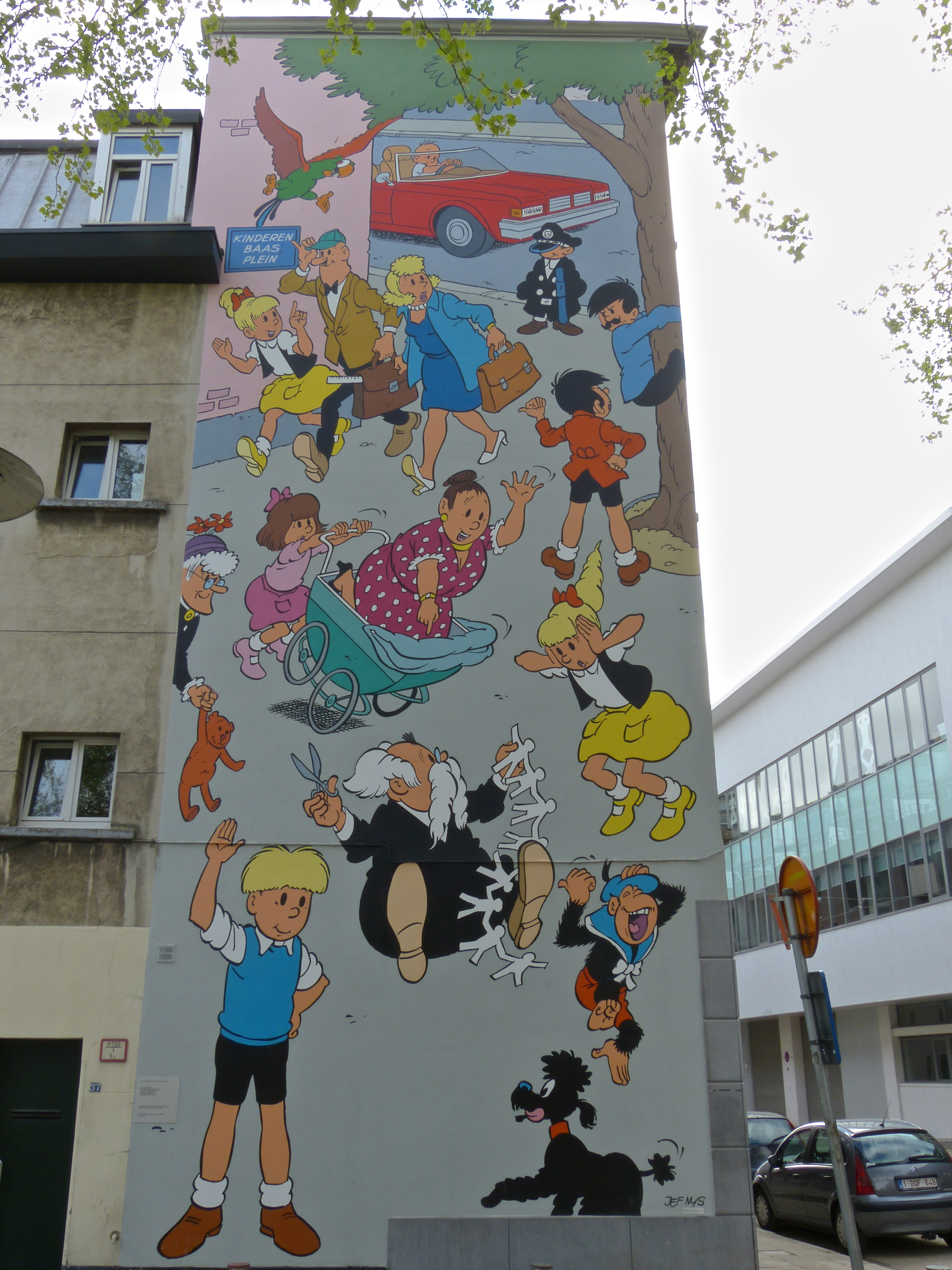
Fresque murale Jommeke à Anvers

Depuis 1996, on peut voir sur un mur de Hasselt une fresque inspirée du personnage de Jommeke (Gil).
Le 18 juin 2011, la fresque murale Jommeke est inaugurée par le bourgmestre Patrick Janssens sur la place Frans Hals à Anvers. Elle est réalisée par l'association Art mural. Elle fait partie de la route locale de la bande dessinée dont elle est la huitième étape.
Le 27 mai 2015, la fresque murale Gil et Jo est inaugurée rue de la Chanterelle à Laeken à l'initiative de la Ville de Bruxelles et de la Commission de la Communauté flamande.
Le 8 novembre 2017 est inaugurée la plus grande fresque murale de Flandre honorant Gil et Jo et son dessinateur Jef Nys sur l'avenue Gaston Fabré à Wilrijk.
Selon Henri Filippini : « Le dessinateur Jef Nys appartient à une école inspirée par Hergé, mais son trait souffre du rythme d'une parution quotidienne. »
Selon Patrick Gaumer : « Par son style tout à la fois simple et lisible, par son humour, Jef Nys figure parmi les ardents défenseurs de la bande dessinée populaire flamande. »

#### Études
- Danny De Laet et Yves Varende, Au-delà du septième art : histoire de la bande dessinée belge, Bruxelles, Ministère des affaires étrangères, du commerce extérieur et de la coopération au développement, coll. « Chroniques belges » (no 322), 1979, 302 p., ill. ; 22 cm (OCLC 301693218, lire en ligne).

#### Livres
: document utilisé comme source pour la rédaction de cet article.
- Jean Van Hamme, Introduction à la bande dessinée belge, Bruxelles, Bibliothèque royale de Belgique, 1968, 80 p., ill. ; 26 cm (lire en ligne), p. 38[catalogue] publié à l'occasion de l'exposition La bande dessinée en Belgique, Bibliothèque Albert Ier, [Bruxelles], du 29 juin au 25 août 1968.
- Kris De Saeger et Jef Nys (dessinateur) (trad. Kris De Saeger), Jef Nys fait le tri [« Jef Nys zegelt plakkers… ik bedoel… »], Bruxelles, Centre belge de la bande dessinée ; La Poste, 1997, 48 p., ill. ; 22 cm (ISBN 2-930196-01-7)Album édité par le Centre belge de la bande dessinée et La Poste à l'occasion de l'émission du timbre Philatélie de la jeunesse 1997 : Jef Nys. Le tirage en langue française a été limité à 600 exemplaires numérotés de 1 à 600 et signés par l'auteur.
- Patrick Gaumer, « Nys, Jef », dans Dictionnaire mondial de la BD, Paris, Larousse, 2010, 953 p., ill. ; 27 cm (ISBN 978-2-0358-4331-9 et 2-0358-4331-6, OCLC 920924930, présentation en ligne), p. 636. .
- (nl) Jan Hoet et Dany Vandenbossche, « Jef Nys », dans De wereld van de strips in originelen [« Le Monde de la bande dessinée en originaux »], Bruxelles, Vlaams Parlement, 2013, 68 p., PDF (OCLC 901366732, lire en ligne), p. 31.